# Sergueï Chargounov
Sergueï Alexandrovitch Chargounov (Сергей Александрович Шаргунов; en anglais: Shargunov), né le 12 mai 1980 à Moscou, est un écrivain et député russe. Ses livres sont traduits en italien, en anglais, en français et en serbe.

## Biographie
Sergueï Chargounov naît dans une famille de l'intelligentsia du côté maternel: sa mère est peintre et fille de la femme de lettres Valéria Guérassimova (1903-1970), membre du parti communiste, et du correspondant de guerre et écrivain Boris Levine (1899-1940). Son père, Alexandre Ivanovitch Chargounov, ancien interprète, est devenu prêtre orthodoxe en 1977. Sergueï Chargounov étudie le journalisme à l'université de Moscou et devient critique littéraire dans différents journaux, comme Novy Mir (dès l'âge de 19 ans et il y publie ses premiers récits), Novaïa Gazeta et Nezavissimaïa Gazeta. Il reçoit en 2001 le prix Début pour  sa première nouvelle Enfant puni. Il fait don de la somme à l'écrivain alors emprisonné, Edouard Limonov. Il est diplômé en 2002 de la section journalisme international. Il publie dans Zavtra et  dans des journaux grand public comme Ogoniok, Izvestia, Expert, etc. De 2014 à 2016, il anime une émission pour Écho de Moscou et ensuite il a une colonne à RIA Novosti. Il fait des reportages en Ossétie du Sud et pendant le conflit en Syrie en 2016. Il anime différents talk-shows sur des chaînes de télévision russe.
Chargounov compte avec des auteurs comme Irina Denejkina dans la génération des « nouveaux réalistes » de la littérature russe et écrit sur la vie quotidienne de la jeunesse russe d'aujourd'hui. Contrairement à Denejkina, il pose une note critique et appelle les jeunes à manifester. Il se différencie nettement de ses collègues. Il les accuse d'user « toujours du même stratagème » et décrit leurs œuvres comme des « abîmes de délire d'écriture éhontée ».
Chargounov devient membre du parti Russie juste en 2006 et candidat de ce parti pour les législatives de 2007. Cependant, semble-t-il sous la pression de proches du président Poutine, sa liste a été retirée car il avait fait à plusieurs reprises des commentaires négatifs sur sa politique. Plus tard, il est exclu de ce parti. En 2013, il devient chroniqueur au journal Kommersant. Il est rédacteur en chef de la revue Jeunesse depuis 2019.
Aux élections législatives de 2016, il est candidat, cette fois-ci pour le parti communiste de la fédération de Russie dont il était devenu membre entretemps. Il est élu à la 7e Douma et à la 8e Douma (2021). Il fait partie du fonds de développement des initiatives historiques franco-russes qui a été mis en sommeil depuis l'invasion de l'Ukraine par la Russie en 2022.
Il s'est marié civilement à l'autrice Anna Kozlova dont il a un fils, Ivan, né en 2006. Après avoir divorcé, il se marie civilement en 2017 avec Anastasia Tolstaïa (Tosltoï), philologue, arrière-arrière-arrière-petite-fille de Léon Tolstoï, et fille de Vladimir Tolstoï. Ils ont une fille, Ekaterina, née en 2019.

## Quelques œuvres
- Sarov. Deux exploits, Moscou, éd. Молодая гвардия, 2021
- Kataïev. La poursuite du printemps éternel, Moscou, 2016
- Il publie en 2013 son livre 1993. L'histoire commence en 1993, après la Perestroïka, et décrit la chronique d'une famille liée à la recherche historique. Cette année est aussi celle de la crise constitutionnelle en Russie qui a provoqué des troubles à Moscou. En cette période de grands espoirs et de grands tremblements, le héros et l'héroïne sont de part et d'autre des barricades. L'histoire d'une famille devient soudain l'histoire de tout le pays.
- Livre sans photographies, Moscou, 2011; Paris: Éditions de la Différence, 2015, 151 pages,  (ISBN 978-2-7291-2184-6).

## Sanctions
Il fait partie, comme tous les députés de la Douma, des personnes inscrites à la liste des sanctions de l'Union européenne depuis l'intervention de la Russie en Ukraine qu'il « a soutenue au mépris de la souveraineté et de l'indépendance de l'Ukraine ».
Plus tard, il est frappé de sanctions pour la même raison de la part des États-Unis, de la Grande-Bretagne, du Canada, de la Suisse, de l'Australie, du Japon, de l'Ukraine et de la Nouvelle-Zélande,.